# Teorema de Taniyama-Shimura
El teorema de Taniyama-Shimura, anteriormente conocido como conjetura de Taniyama-Shimura fue una conjetura, y actualmente un teorema, muy importante dentro de las matemáticas modernas, que conecta las curvas elípticas definidas sobre el Shimura-Weil, que fuera propuesto por los matemáticos japoneses Yutaka Taniyama y Gorō Shimura. En 1995, Andrew Wiles y Richard Taylor probaron un caso especial de la conjetura, suficiente para demostrar el último teorema de Fermat. En 2001 fue finalmente demostrada por Christophe Breuil, Brian Conrad, Fred Diamond y Richard Taylor. Desde entonces, la conjetura de Taniyama-Shimura se conoce también como teorema de la modularidad.

## Enunciado
Se conoce como curva elíptica a aquella descrita con una ecuación del tipo
{\displaystyle y^{2}=Ax^{3}+Bx^{2}+Cx+D}
tal que el discriminante del polinomio en el lado derecho de la ecuación no es 0. Supongamos que {\displaystyle A}, {\displaystyle B}, {\displaystyle C} y {\displaystyle D} son números racionales.
Una forma modular es una función analítica {\displaystyle f:H\rightarrow \mathbb {C} } del semiplano superior
{\displaystyle H=\{x+iy:y>0\}}
a los complejos {\displaystyle \mathbb {C} }, tal que {\displaystyle f} satisfaga ciertas condiciones de simetría (entre ellas {\displaystyle f(x)=f(x+N)} para todo {\displaystyle x} y algún entero {\displaystyle N} fijo) y una condición de crecimiento (holomorficidad en el punto en el infinito).
El teorema afirma lo siguiente:
| Para toda curva elíptica {\displaystyle E} con coeficientes racionales existe una forma modular {\displaystyle f} (de peso 2) tal que la serie {\displaystyle L} asociada a {\displaystyle E} y la serie {\displaystyle L} asociada a {\displaystyle f} coinciden. Esto equivale a que los coeficientes {\displaystyle a_{p}} asociados a la curva {\displaystyle E} (que se obtienen a partir del número de puntos de la curva módulo {\displaystyle p}, para {\displaystyle \ p} primo de buena reducción de {\displaystyle E}) coinciden con los coeficientes del desarrollo de Fourier en el infinito de {\displaystyle f}. Andrew Wiles (90's) |

## Historia
Los trabajos de Andrew Wiles para obtener la demostración del último teorema de Fermat llevaron a la demostración de la veracidad de la conjetura de Taniyama-Shimura para el caso semiestable (asistido por Richard Taylor), partiendo de la teoría de Deformaciones de Representaciones de Galois creada por B. Mazur y de resultados de Langlands y Tunnell y desarrollando lo que hoy se conocen como Teoremas de Levantamiento Modular 1995. Posteriormente, Christophe Breuil, Brian Conrad, Fred Diamond y Richard Taylor ampliaron el campo de aplicación desde las curvas elípticas semiestables definidas sobre los racionales a todas las curvas elípticas definidas sobre los racionales. Hay duda sobre el aporte de Andrew Wiles; Serge Lang reivindicó a Shimura la paternidad junto con Taniyama. Este último se suicidó a los 31 años en 1958.

## Citas
1. ↑  Singh, 2007, p. 193
2. ↑  Wiles, Andrew Modular elliptic curves and Fermat's last theorem.  Ann. of Math. (2)  141  (1995),  no. 3, 443--551
3. ↑  Christophe Breuil, Brian Conrad, Fred Diamond, Richard Taylor: On the modularity of elliptic curves over Q:  Wild 3-adic exercises, Journal of the American Mathematical Society 14 (2001), pp. 843–939. Contains the proof of the modularity theorem